# Recilia hospes
Recilia hospes là loài bọ thuộc họ Cicadellidae tìm thấy ở Fiji, Hawaii, New Zealand.